# Uridina trifosfato
La uridina trifosfato (uridín trifosfato o uridina-5'-trifosfato, abreviadamente UTP, del inglés "uridine triphosphate"), es un nucleótido de pirimidina, en el que la base nitrogenada uracilo se encuentra unida covalentemente al átomo de carbono 1' del azúcar de la ribosa, que a su vez está formando un enlace éster trifosfórico en el carbono 5'.[cita requerida]

## Nucleótido de pirimidina
Esta molécula se encuentra en todos los seres vivos, en los que su principal papel metabólico es servir de sustrato para la síntesis del RNA durante la transcripción.[cita requerida]
El UTP también puede ser utilizado por la célula como fuente de energía, así como sirve de sustrato en varias reacciones metabólicas, de la misma manera que el ATP aunque con una mayor especificidad. Así, el UTP se puede unir a otras moléculas, activándolas para una determinada ruta metabólica, formando moléculas de UDP-sustrato con la consiguiente liberación de un fosfato inorgánico.[cita requerida]
La molécula de UDP-glucosa, por ejemplo, es necesaria para la síntesis del glucógeno. Del mismo modo, el UTP es usado para activar galactosa en la ruta metabólica que la asimila, convirtiéndola en UDP-glucosa. El UDP-glucuronato es usado para conjugar la bilirrubina en un compuesto más soluble en agua, el diglucuronato de bilirrubina.[cita requerida]
La UTP también interviene en la mediación de respuestas mediante la unión extracelular a los receptores P2Y de las células. La UTP y sus derivados siguen siendo objeto de investigación por sus aplicaciones en medicina humana.[cita requerida]